# جيسيكا بينتون
جيسيكا بينتون (بالإنجليزية: Jessica Benton)‏ هي ممثلة بريطانية، ولدت في 1942.

## وصلات خارجية
- جيسيكا بينتون على موقع IMDb (الإنجليزية)
- جيسيكا بينتون على موقع روتن توميتوز (الإنجليزية)